# Boys (sång av The Shirelles)
"Boys" är en singel av den amerikanska popgruppen The Shirelles, utgiven i november 1960. Sången gavs ut som B-sida till "Will You Love Me Tomorrow", och sången finns även med på gruppens debutalbum Tonight's the Night från 1961. Sången är skriven av Luther Dixon och Wes Farrell.

## Coverversioner

### The Beatles
"Boys" var den åttonde sången som man spelade in den 11 februari 1963 vid EMI Recording Studios (nuvarande Abbey Road Studios) i London, Storbritannien. Sången är det första inspelade materialet med gruppens trumslagare Ringo Starr som huvudvokalist, och man satte även sången den första tagningen. "Boys" hade sedan länge varit en del av gruppens spelningar, och innan Ringo Starr gick med i gruppen i augusti 1962, var det gruppens dåvarande trumslagare Pete Best som sjöng sången. Av en tillfällighet var Ringo Starr redan bekant med sången då han under sin tid som trumslagare i gruppen Rory Storm and the Hurricanes ofta spelade sången och ofta sjöng den. Sången ingick i gruppens konserter fram till 1964.
Sången kom med på gruppens debutalbum Please Please Me som gavs ut den 22 mars 1963 i Storbritannien. I USA kom sången med på gruppens första amerikanska album, Introducing... The Beatles, som gavs ut den 10 januari 1964. I Sverige gavs sången ut både på albumet Please Please Me den 19 juni 1963, samt som singel den 6 augusti 1963 med "Twist and Shout" på A-sida.
Sången finns även med på samlingsalbumen Anthology 1 och The Early Beatles samt livealbumet On Air – Live at the BBC Volume 2.

#### Medverkande
- Ringo Starr – sång, trummor
- John Lennon – bakgrundssång, kompgitarr
- Paul McCartney – bakgrundssång, basgitarr
- George Harrison – bakgrundssång, sologitarr

Medverkande enligt webbplatsen The Beatles Bible.